# 니시하마마쓰역
니시하마마쓰역(일본어: 西浜松駅, にしはままつえき)은 일본 시즈오카현 하마마쓰시 주오구에 있는 도카이 여객철도의 철도역이다.

## 역 구조
착발선은 하행선·상행선 모두 3개씩 설치되어 있다. 이 밖에 여러 개의 측선이 부설되어 있다.
역사는 하역장 남쪽으로 지나가는 도카이도 신칸센 고가의 밑에 세워져 있다.

## 취급 화물
- 컨테이너 화물
  - 12 ft급 컨테이너, 20 ft·30 ft급 대형 컨테이너, 20 ft급 ISO 규격 해상 컨테이너
- 차량 취급 화물
- 도요하시 오프레일 스테이션의 중계역이다.
- 이 밖에, 산업 폐기물 및 특별 관리 산업 폐기물을 다룰 수 있는 허가를 받았다.

## 역세권 정보
- 국도 제257호선

## 역사
- 1971년 4월 26일 - 하마마쓰 역의 화물 취급 업무를 분리하는 형식으로 개업.
- 1987년 4월 1일 - 민영화에 따라 일본화물철도의 소속이 되었다.